# Área Nacional de Recreación Parque Lago
Die Área Nacional de Recreación Parque Lago befindet sich im Westen von Ecuador in der Provinz Guayas. Das 22,83 km² große Schutzgebiet wurde am 15. November 2002 mittels Acuerdo Ministerial N° 141 eingerichtet.

## Lage
Die Área Nacional de Recreación Parque Lago befindet sich im Kanton Guayaquil, 24 km westlich der Großstadt Guayaquil. Das Schutzgebiet umfasst den Stausee der Talsperre Chongón am Flusslauf des Río Chongón sowie das ihn umgebende Ufer. Der Stausee dient der Trinkwasserversorgung und der bewässerten Landwirtschaft. Die Fernstraße E40 von Guayaquil nach Salinas führt an dem Erholungsgebiet vorbei.

## Ökologie
Der Stausee bildet einen Lebensraum für mehr als 70 Vogelarten, darunter Kormorane, Reiher, Enten und Eisvögel.

## Infrastruktur
Es gibt einen Uferbereich mit Picknickmöglichkeiten. Als Aktivitäten werden Bootsfahrten, die Beobachtung von Vögeln sowie Radtouren angeboten.